# 毛蒟
毛蒟（学名：Piper puberulum）是胡椒科胡椒属的植物，为中国的特有植物。分布在中国大陆的广西、广东等地，生长于海拔700米的地区，常生长在疏林、密林中、树上及石上。